# Wadena (Minnesota)
Wadena város az Amerikai Egyesült Államok Minnesota államában, Otter Tail és Wadena megyében, az utóbbinak megyeszékhelye is. Lakosainak száma 4325 fő (2020. április 1.).

## Népesség
A település népességének változása:

| 2010 | 4 088 |
| 2020 | 4 325 |